# Foster's

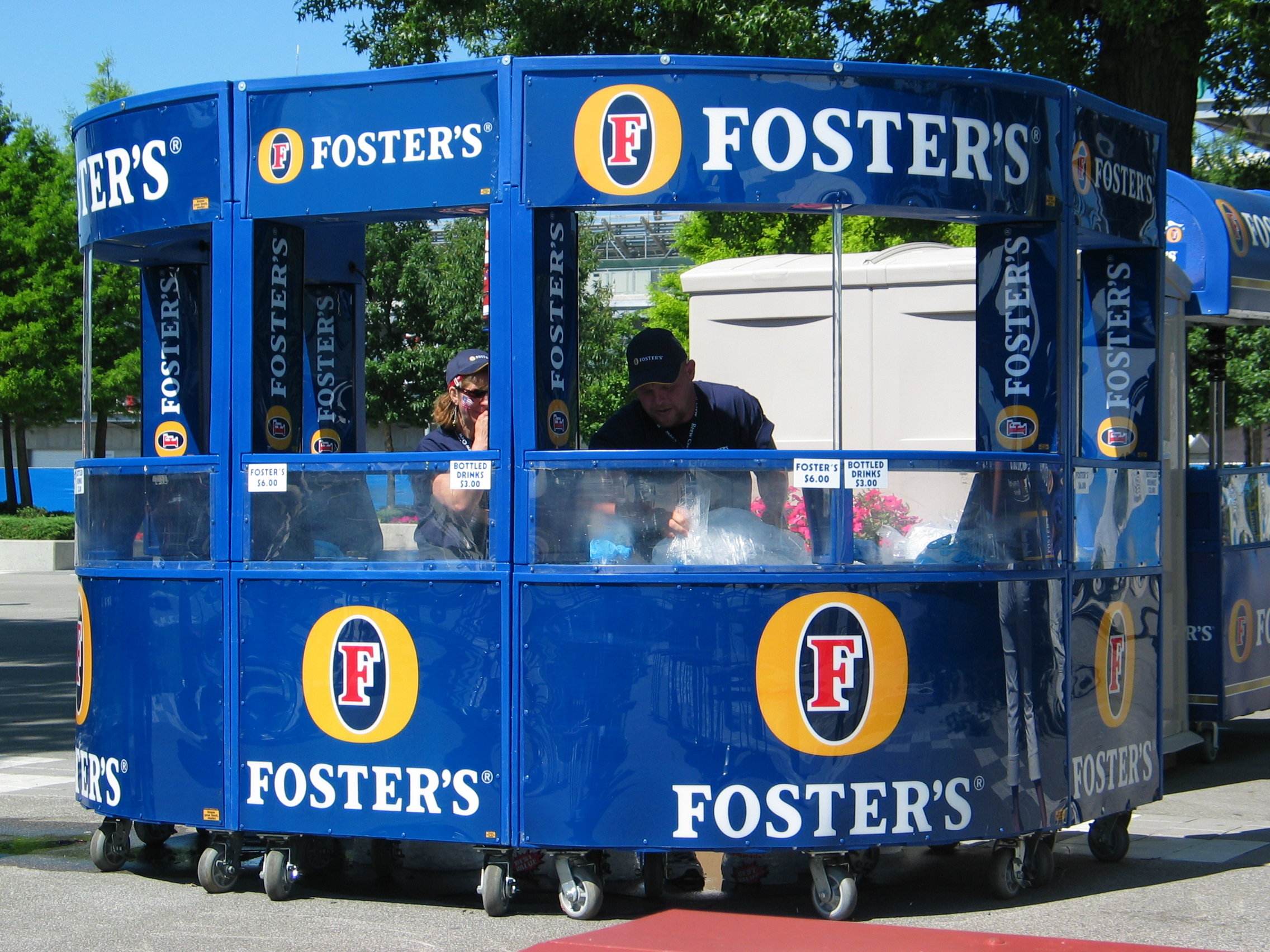
Stand della Foster's

La Foster's è la marca di birra australiana più distribuita al mondo. Viene prodotta su licenza in molti paesi, fra i quali USA, Canada e Repubblica Popolare Cinese. In molti paesi europei - fra i quali l'Italia, il Regno Unito, la Grecia, la Francia, il Belgio, il Portogallo, la Finlandia, la Germania, la Spagna, la Svezia, l'Ucraina e l'Irlanda - la birra è prodotta e distribuita dalla Scottish & Newcastle. In India il marchio viene commercializzato da SABMiller.
L'azienda ha lanciato ampie campagne di sponsorizzazione dedicate al mondo dello sport, in particolare nel mondo della Formula 1 e del surf.
Secondo la stessa azienda ogni secondo nel Regno Unito si consumano 30 pinte della birra.

## Storia
L'azienda è nata nel 1888, quando i due fratelli William e Ralph Foster si trasferirono a Melbourne da New York per produrre birra da vendere nella colonia. Nel 1907 la Foster's Lager Brewing Company si fuse con la Carlton & United Breweries, un'azienda rivale con sede a Melbourne. Le esportazioni all'estero (a partire dagli USA) iniziarono nel 1972.
Nel 1981 l'azienda decise di lanciarsi decisamente nei mercati esteri, riuscendo a registrare ottimi successi commerciali.